# János Bolyai
János Bolyai (n. 15 decembrie 1802, Cluj, Monarhia Habsburgică – d. 27 ianuarie 1860, Mureș-Oșorhei, Regatul Ungariei) a fost un matematician maghiar din Transilvania, fiul matematicianului Farkas Bolyai. A scris lucrări fundamentale în geometria neeuclidiană.

## Date biografice
Încă din copilărie a manifestat interes și posibilități deosebite pentru gândirea matematică, în care a fost inițiat de către tatăl său, ale cărui lucrări le-a studiat.
În 1817, după absolvirea liceului, a început studiile de inginerie la Academia Militară din Viena, întrucât familia nu a putut finanța un studiu al matematicii în străinătate, cum și-ar fi dorit tatăl acestuia. În 1822 a încheiat studiul cu succes și a dedicat încă un an studiilor științifice, în care a dezvoltat, printre altele, fundamentele geometriei neeuclidiene, încercând, asemeni tatălui, să demonstreze postulatul paralelelor al lui Euclid. A colaborat în această direcție cu prietenul său Carl Szász (1798-1835), care însă în 1821 a plecat în Ungaria ca profesor.
În anul 1823 a devenit ofițer inginer al armatei austriece, cu gradul de sublocotenent (ca inginer de geniu), și a lucrat până în 1826 la fortificațiile Timișoarei. Ulterior a fost transferat succesiv la Arad, Oradea, Szeged, Lemberg, Olmütz, în grad de căpitan.
În 1833 s-a pensionat din cauza problemelor de sănătate.

## Contribuții științifice
În 1826 János Bolyai a creat geometria neeuclidiană, simultan, dar independent de Lobacevski și Carl Friedrich Gauss. Gauss, deși s-a ocupat cu aceste probleme, niciodată nu a ajuns la profunzimea ideilor lui J. Bolyai și Lobacevski, și nu a publicat, dar nici măcar nu a scris nimic în acest sens.
Astfel, János Bolyai a demonstrat că celebra axiomă a paralelelor este independentă de celelalte axiome ale geometriei și a dedus că geometria lui Euclid nu este unica posibilă și că se poate dezvolta o nouă geometrie mai generală pe care a denumit-o știința absolută a spațiului, deci o geometrie independentă de cea clasică, pe care ulterior a denumit-o geometrie hiperbolică neeuclidiană.
Geometria euclidiană era deci un caz limită al geometriei hiperbolice.
Rezultatul cercetărilor sale le-a publicat, ca o anexă, intitulată Appendix, la tratatul tatălui său, Farkas Bolyai, Tentamen juventutem studiosam... din 1832.
Această operă, ca și concepția sa, reprezintă un moment crucial în dezvoltarea geometriei moderne.
Deși nu au fost înțelese și apreciate de contemporani, contribuțiile lui János Bolyai au pus geometria pe baze noi, deschizându-i largi perspective.
János Bolyai a mai scris și un studiu despre numere complexe intitulat Responsio (1837).

## In memoriam
- Monumentul celor doi Bolyai dezvelit la  Târgu Mureș în 1957.
- Bustul matematicianului János Bolyai (1802–1860), dezvelit în 2002 în Buia, satul natal al tatălui său.[11]

## Galerie de imagini

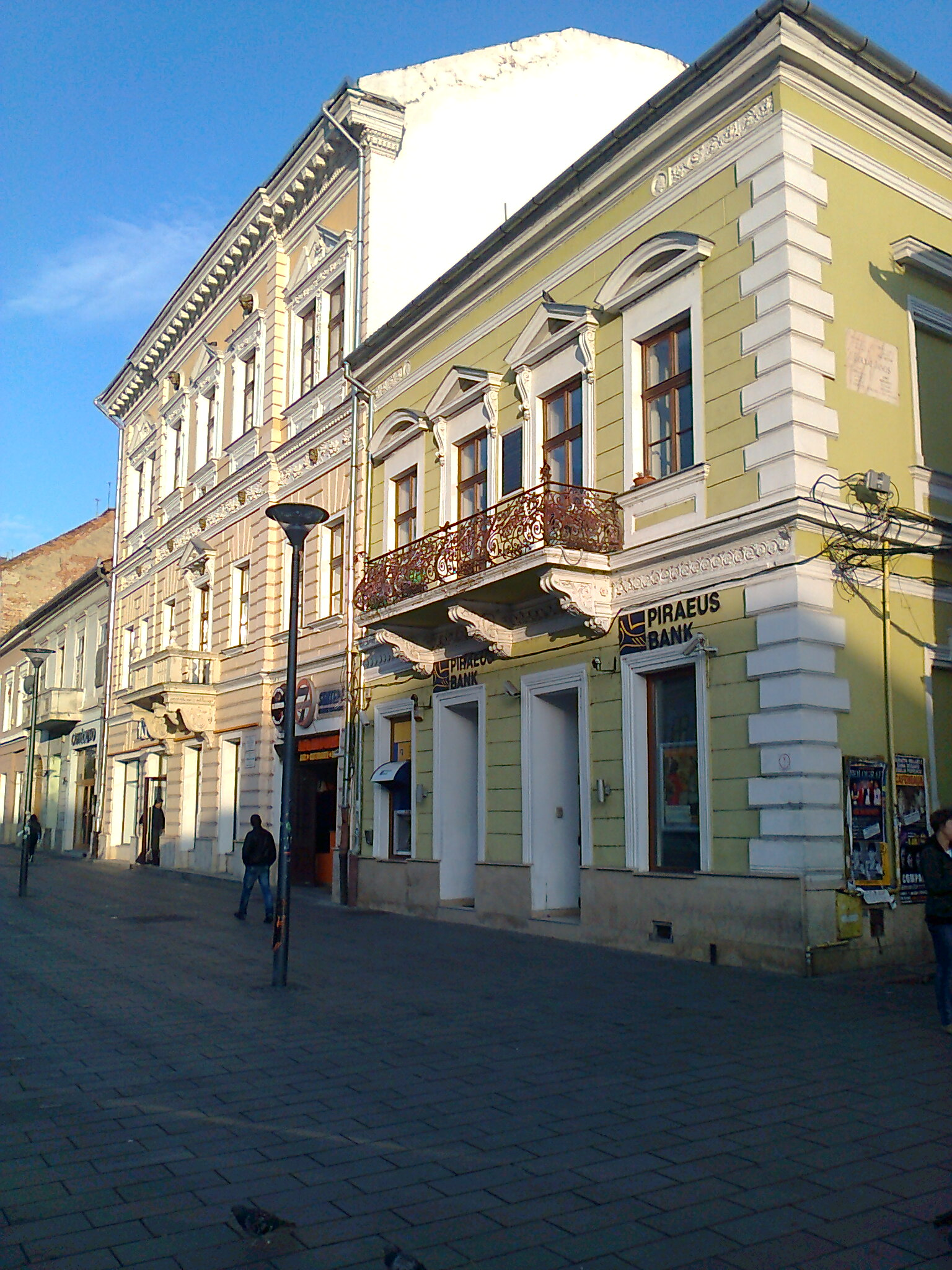
Casa din Cluj în care s-a născut János Bolyai
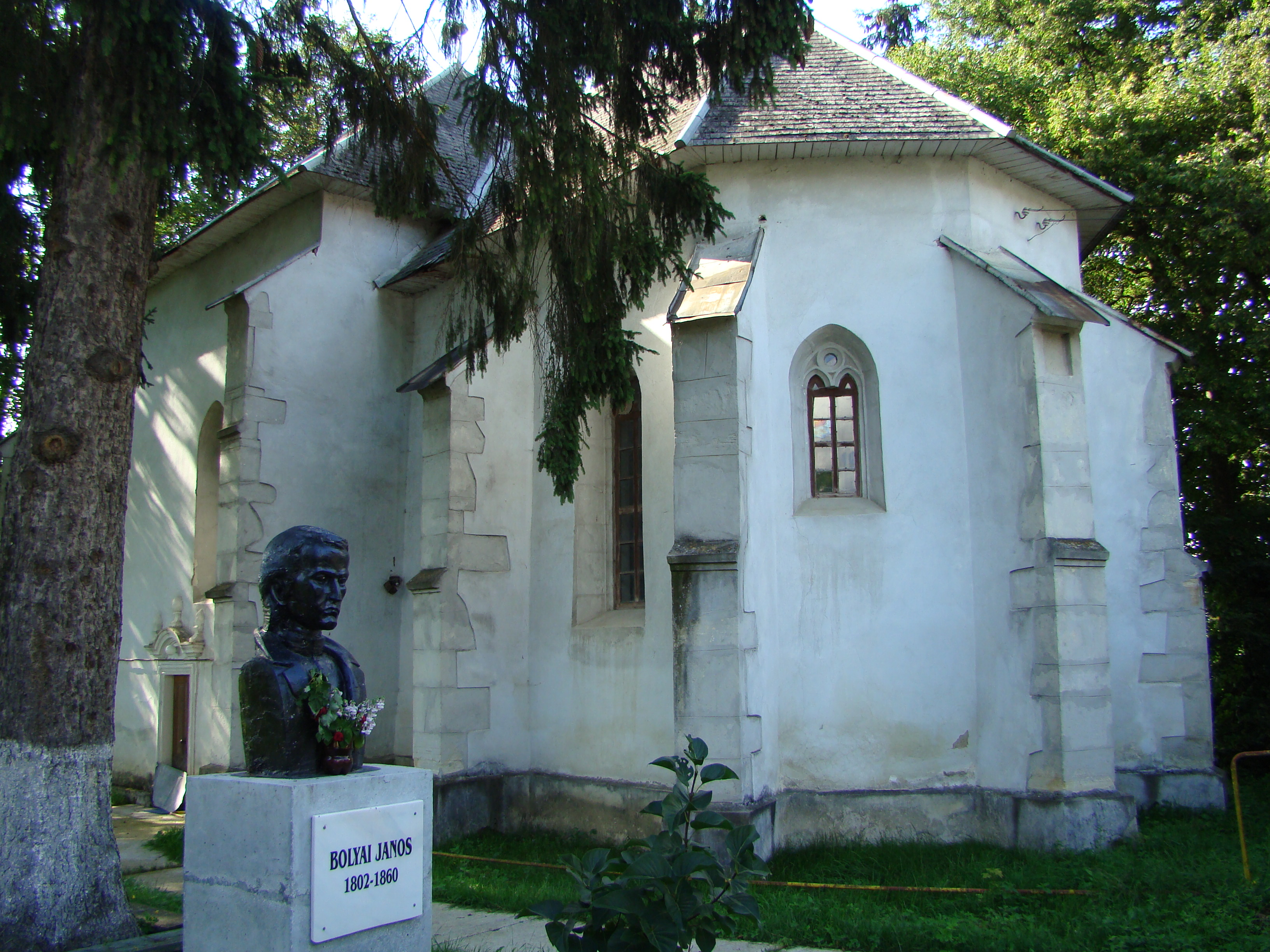
Bustul lui János Bolyai din curtea bisericii din Nuşeni, judeţul Bistriţa-Năsăud, realizat de sculptorul Vlad Prună în 2006
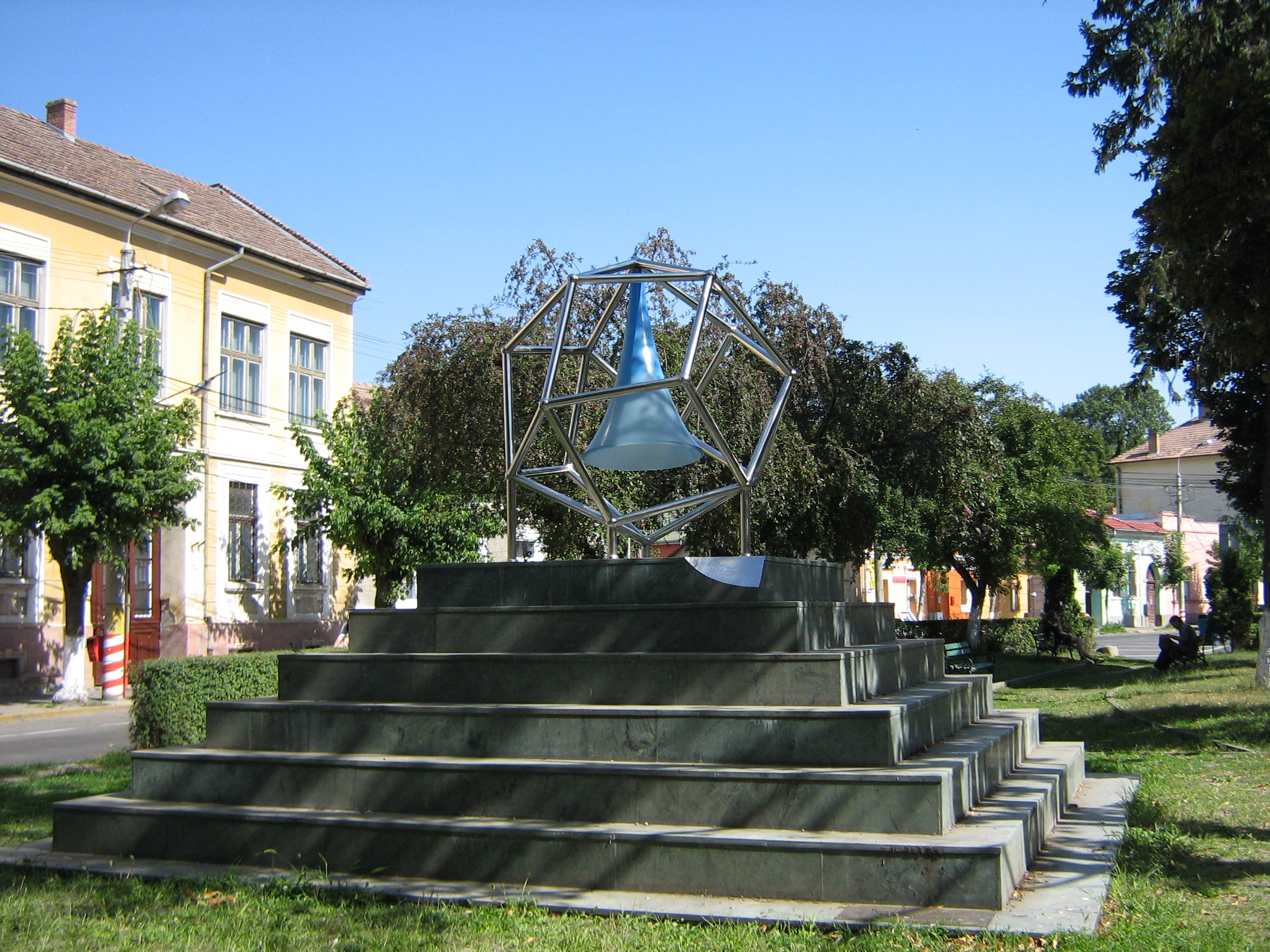
Monumentul "Pseudosfera" la Târgu Mureş în cinstea lui János Bolyai
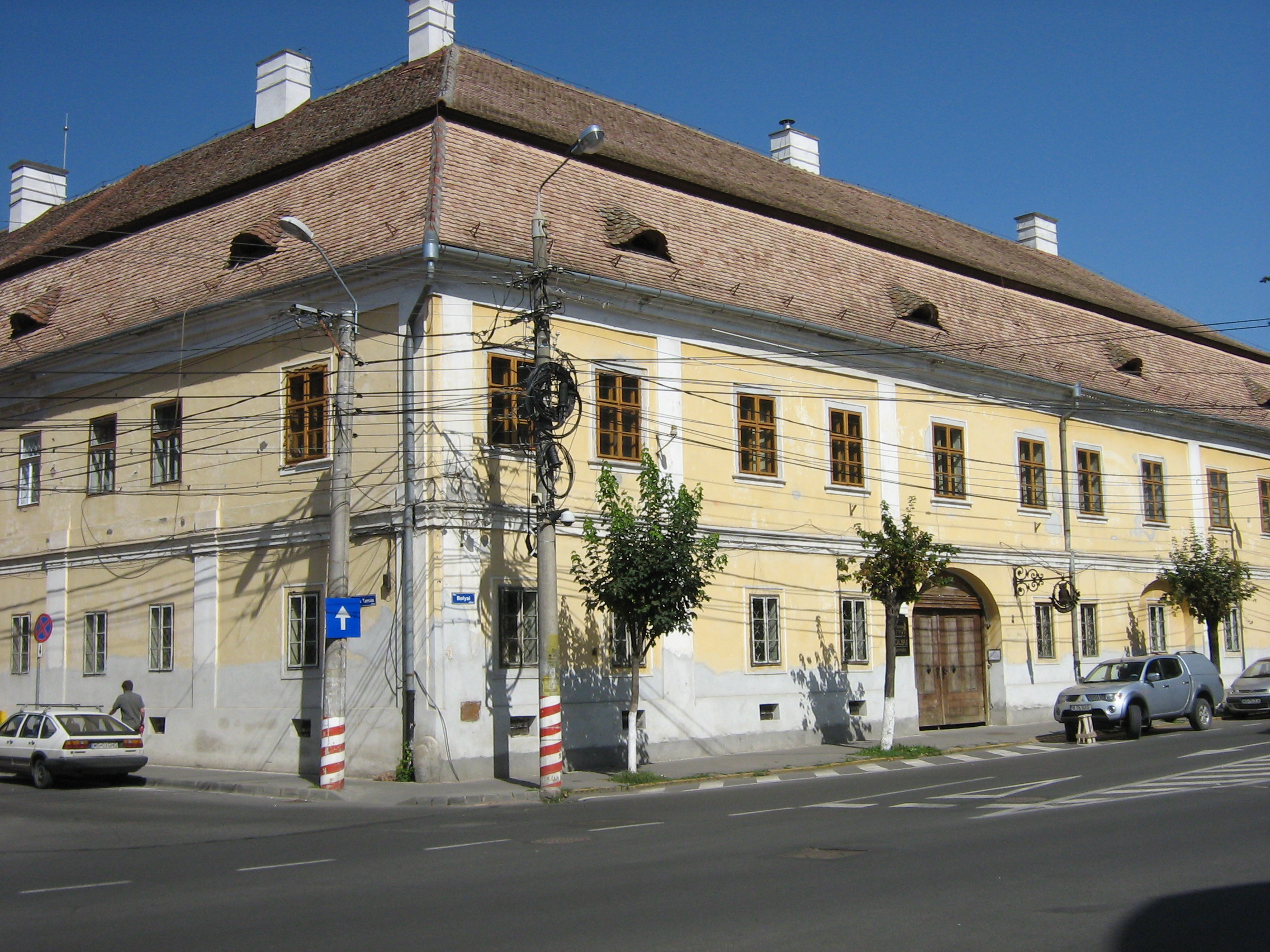
Muzeul Teleki-Bolyai la Târgu Mureş
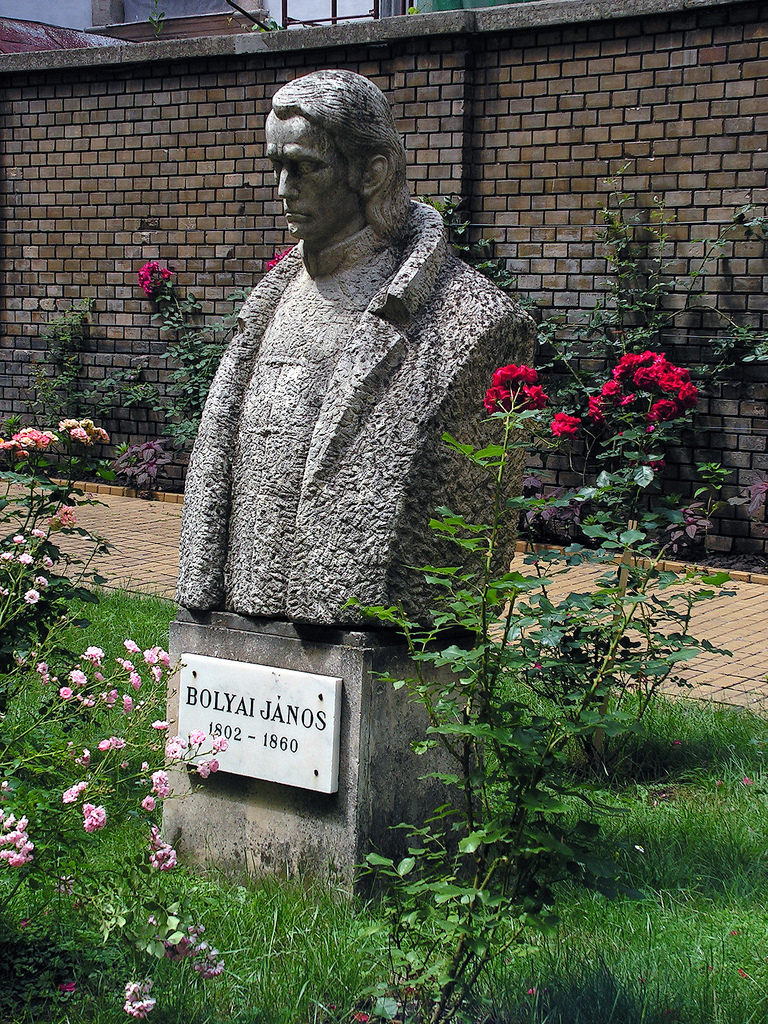
Bustul lui János Bolyai din Cluj-Napoca, realizat de sculptorul Artur Vetro în 1970